# Шаньхуа
Храм Шаньхуа (кит. упр. 善化寺, пиньинь Shànhùa Sì, буквально: «Храм перерождения Майтри») — буддийский храм, расположенный в Датуне, провинция Шаньси. Храм был основан в начале VIII века, во времена империи Тан, но сохранившиеся старые здания, датируются XI веком. С тех времен храм прошел через ряд крупных ремонтных работ, всего сохранилось три изначальных зала и два сравнительно недавно отстроенных павильона. Самый большой и старый зал, датируемый XI веком — временем империи Ляо, является зал Махавиры, один из крупнейших в своем роде в Китае. Также исторически значимыми являются Главные ворота и зал Саньшэн, оба датируются XII веком, временем империи Цзинь.

## История
Храм Шаньхуа был основан во времена империи Тан, при императоре Сюань-цзуне, и в то время он был известен как храм Кайюань. После падения империи Тан, в период пяти династий, название храма изменилась на Да Пуэньсы. В это время хаоса только три или четыре здания из десяти смогли избежать разрушения. После переворота в 960 году, храм приобрел текущую конфигурацию.
Храм вновь был сильно поврежден в начале империи Цзинь, в 1120 году. Восстановительные работы были начаты в 1128 году и длились пятнадцать лет. В 1421 году был проведен дополнительный ремонт, которым занимался монах по имени Даюн. В 1445 году императором монаху были подарены сутры. В это же время храм стал упоминаться в своем современном названии, как храм Шаньхуа. В конце XVI века, на той же каменной платформе (кит. упр. 月台, пиньинь yuetai, палл. Юэтай), что стоит зал Махавиры, была построена барабанная башня и колокольня. Дальнейшие ремонтные работы проводились в храме в течение следующих двухсот лет, однако на конец XVIII века храм вновь находился в плохом состоянии, а в использовавшемся одном из залов в качестве конюшни для верблюдов обвалилась одна из стен. Во время Второй мировой войны был разрушен павильон Пусянь, позже восстановленный в 1953 году.

## Архитектура
Сегодня храм Шаньхуа состоит трех главных залов (зал Махавиры, зал Саньшэн и Главных ворот) расположенных по оси с севера на юг, и двух павильонов, расположенных к востоку и западу от зала Саньшэн. Имеются также и два меньших зала, расположенных по обе стороны от зала Махавиры. Главные залы впервые были построены при империи Ляо, но только зал Махавиры из них полностью не восстанавливался с тех времен. Главные ворота и зал Саньшэн подверглись обширной реставрации при империи Цзинь, поэтому и относятся к этому времени.

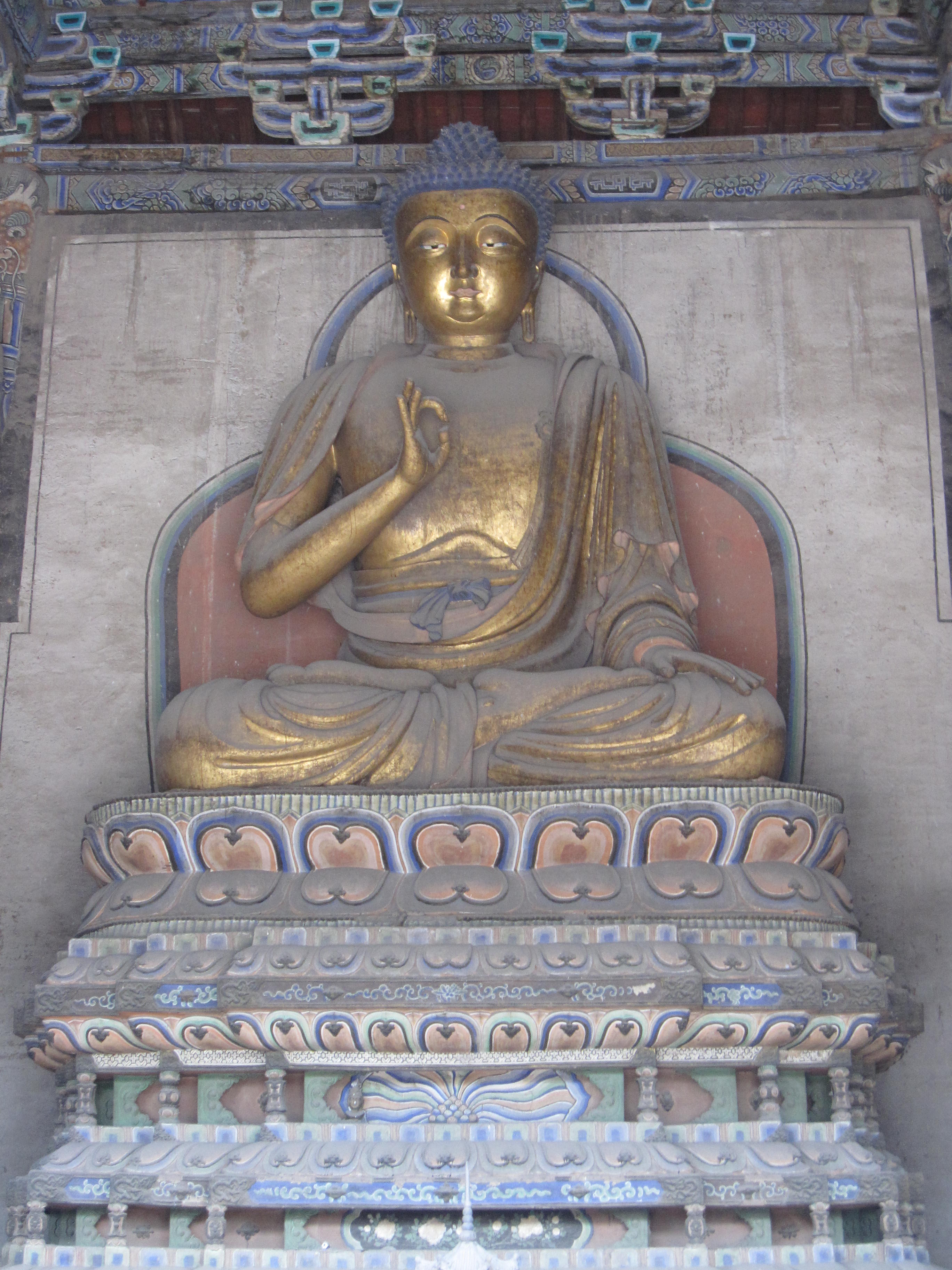
Центральная статуя Шакьямуни в зале Махавиры

### Главный зал
Главный или зал Махавиры (кит. упр. 大雄宝殿, пиньинь Dàxíongbǎo Diàn, палл. Дасюнбао Дянь) является самым большим из залов, расположен в северной части храма, и датируется XI веком. Размер зала составляет 40,5 на 25 метров, он имеет три входных двери. Зал был построен на трехметровой платформе, на которой ранее размещались не сохранившиеся барабанная башня и колокольня. В соответствии с китайским архитектурным трактатом Инцзао Фаши, написанном в XI веке, зал относится к пятому уровню из восьми существующих. Внутри зала имеются четыре больших статуи Будды, представляющие четыре стороны света, а также центральная статуя, статуя Будды Шакьямуни. Статуи между собой похожи, и изображают Будду, показывающего различные мудры (символические жесты руками). Над статуей Шакьямуни расположен кессон (кит. упр. 藻井, пиньинь zǎojǐng), восьмиугольный раскрашенный и украшенный деревянный потолок.
Вместе с другими статуями учеников и помощников, сгруппированных с основными статуями, у боковых стен также размещены 24 статуи буддийских божеств. В зале, в общей сложности, имеется 190 м² настенных росписей. Они датируются от 1708 до 1716 года, но со временем получили повреждения.

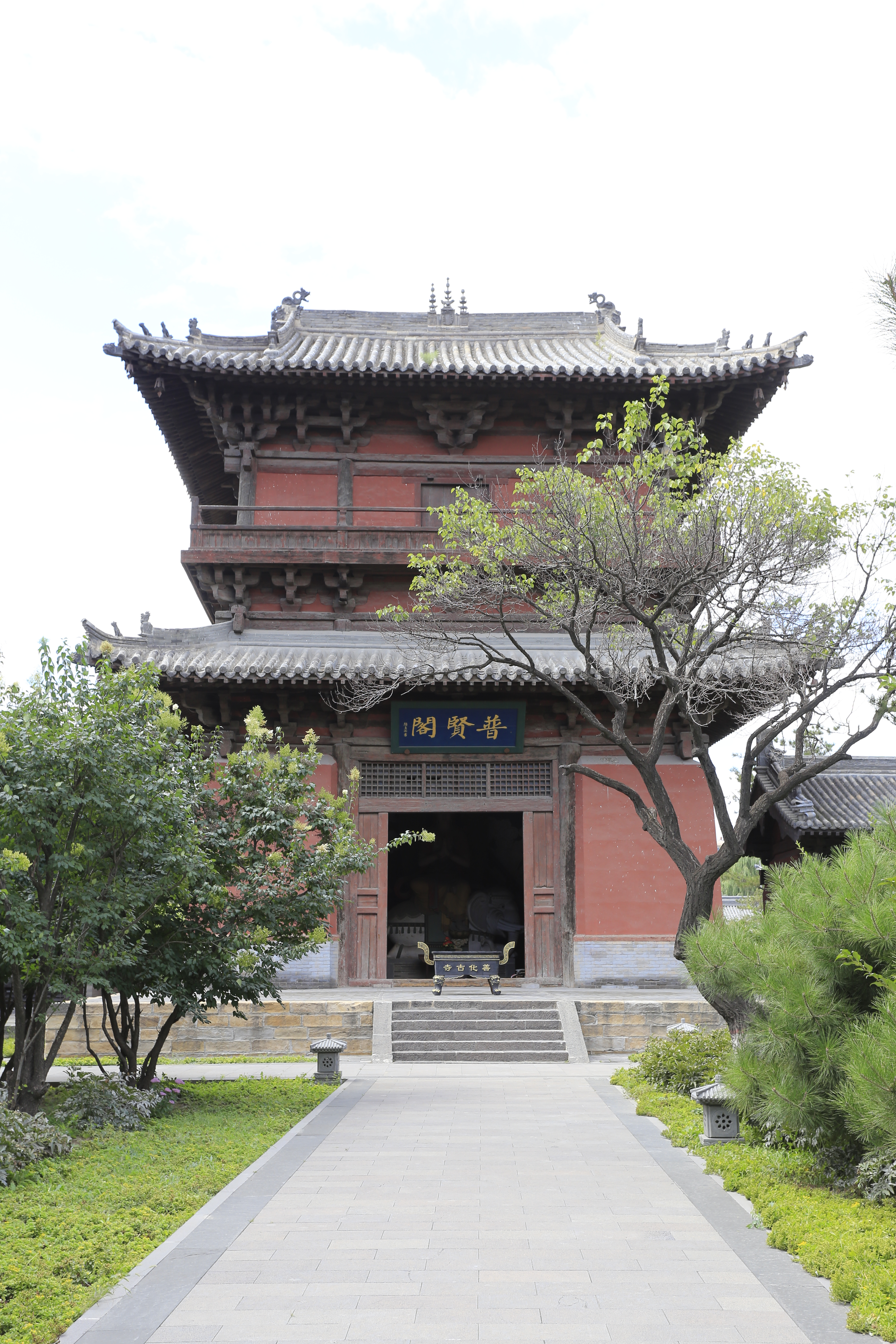
Павильон Пусянь

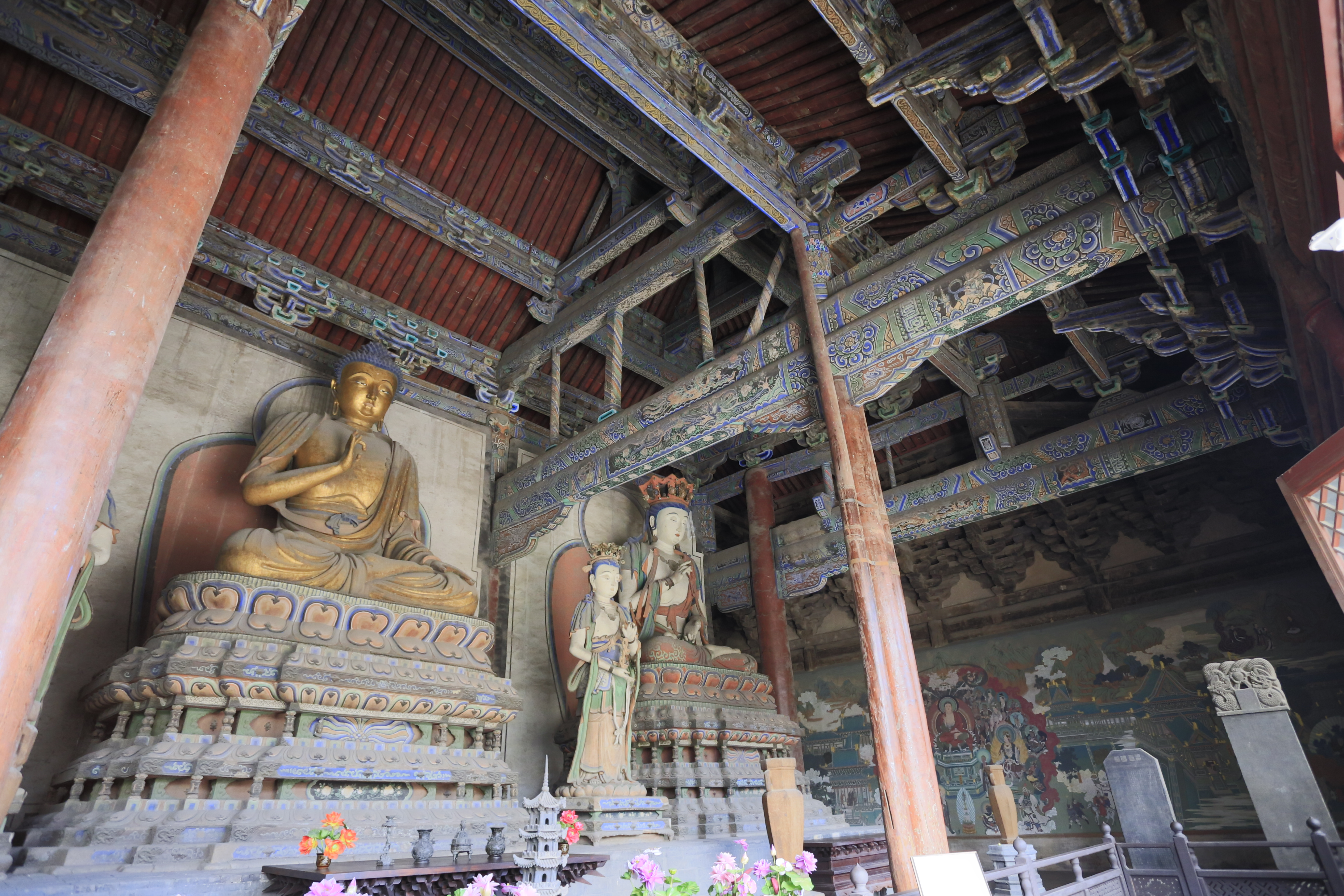
Статуи в зале Саньшэн

### Зал Саньшэн
Зал Саньшэн (кит. упр. 三圣殿, пиньинь Sānshèng Diàn, палл. Саньшэн Дянь, буквально: «Зал трёх мудрецов»), это средний зал, построенный во времена империи Цзинь. В нем расположены статуи трёх мудрецов с Аватамсака-сутрами, в центре Вайрочана (уверсальний аспект Шакьямуни) и статуи Манджушри и Самантабхадры. Крыша зала поддерживается очень малым количеством центральных колонн и имеет сложные стропила и кронштейны, что относит здание к шестому уровню, согласно Инцзао Фаши.

### Павильон Пусянь
Павильон Пусянь (кит. упр. 普贤阁, пиньинь Pǔxián Gé) был изначально построен во времена империи Ляо, в 1930-е годы он был изучен Лян Сычэном. Он сообщил о сильном повреждении двухэтажного здания. Первый этаж являлся миниатюрным зданием с двумя фресками, на втором этаже находилась статуя Бодхисаттвы Самантабхадры.
После разрушения здания во время войны, восстановление было проведено в 1953 году. Размеры павильона составили 3 на 2 травей, он установлен на каменной платформе, называемой юэтай (кит. 月台), на которую можно подняться по короткой лестнице. Хотя снаружи павильон выглядит двухэтажным, на самом деле в нем три этажа, второй из которых внешне скрыт. Каждый из внешних этажей окружен по периметру колоннами.

### Павильон Вэньшу
Этот павильон (кит. упр. 文殊阁, пиньинь Wénshū Gé) был уничтожен в начале XX века, после пожара. В 2008 году павильон был восстановлен местными властями.

### Главные ворота
Главные ворота (кит. упр. 山门, пиньинь Shān Mén, палл. Шань Мэнь) это большой зал, построенный во времена империи Цзинь, в XII веке. Этот зал служит входом в храм. В зале находятся статуи четырёх небесных царей, по два у каждой боковой стены. В длину зал пять травей, две в ширину, общая площадь 278 м². Кронштейны, поддерживающие крышу позволяют присвоить зданию пятый уровень по Инцзао Фаши.